# Fuentes Claras
Fuentes Claras (aragónul Fuents Claras) település Spanyolországban, Teruel tartományban. Fuentes Claras Torralba de los Sisones, Calamocha, Bañón és Caminreal községekkel határos. Lakosainak száma 435 fő (2024).

## Népesség
A település népessége az utóbbi években az alábbiak szerint változott:
| Lakosok száma | 636  | 571  | 605  | 663  | 582  | 528  | 482  | 461  | 434  | 435  |
|               | 2001 | 2004 | 2007 | 2009 | 2011 | 2015 | 2017 | 2019 | 2022 | 2024 |